# Cambiando el destino (canción)
"Cambiando el destino" es una canción de la banda mexicana de pop Magneto. Fue lanzada a mediados del mes de enero de 1993 por la discográfica Sony Discos/Columbia como el primer sencillo oficial de su séptimo álbum de estudio Más. La canción fue escrita por Carlos Lara. Esta canción de la banda obtuvo una nominación a los Premios Grammy en 1993 y así como también del álbum y se posicionó solamente por una en radios nacionales.los coros a cargo del grupo Zarabanda, Fabian Vallado, Russel Domínguez, Enrique Aguilar y Aranza.
La canción también formó parte de su película que protagonizaron un año antes y posteriormente lanzado de album homónimo.

## Videoclip
Se grabó durante 1992 y se puede mostrar a la banda estando en un ambiente de primavera y en unas vías de tren.

## Lista de canciones

### Sencillo - CD[8]
| Cambiando el Destino — Single |                        |          |  |
| N.º                           | Título                 | Duración |  |
| 1.                            | «Cambiando el Destino» | 3:20     |  |

## Promoción
La canción también formó parte de los 90's Pop Tour junto con otros éxitos más de la banda y de otros artistas y grupos musicales que marcaron esta década.

## Posicionamiento en listas
| Lista (1990)              | Posición |
| ------------------------- | -------- |
| Billboard Hot Latin Songs | 10       |